# Lara Davenport
Lara Shiree Davenport, född 22 december 1983 i Sydney, är en australisk simmare.
Davenport blev olympisk guldmedaljör på 4 × 200 meter frisim vid sommarspelen 2008 i Peking.